# Sint-Jan in de Meers

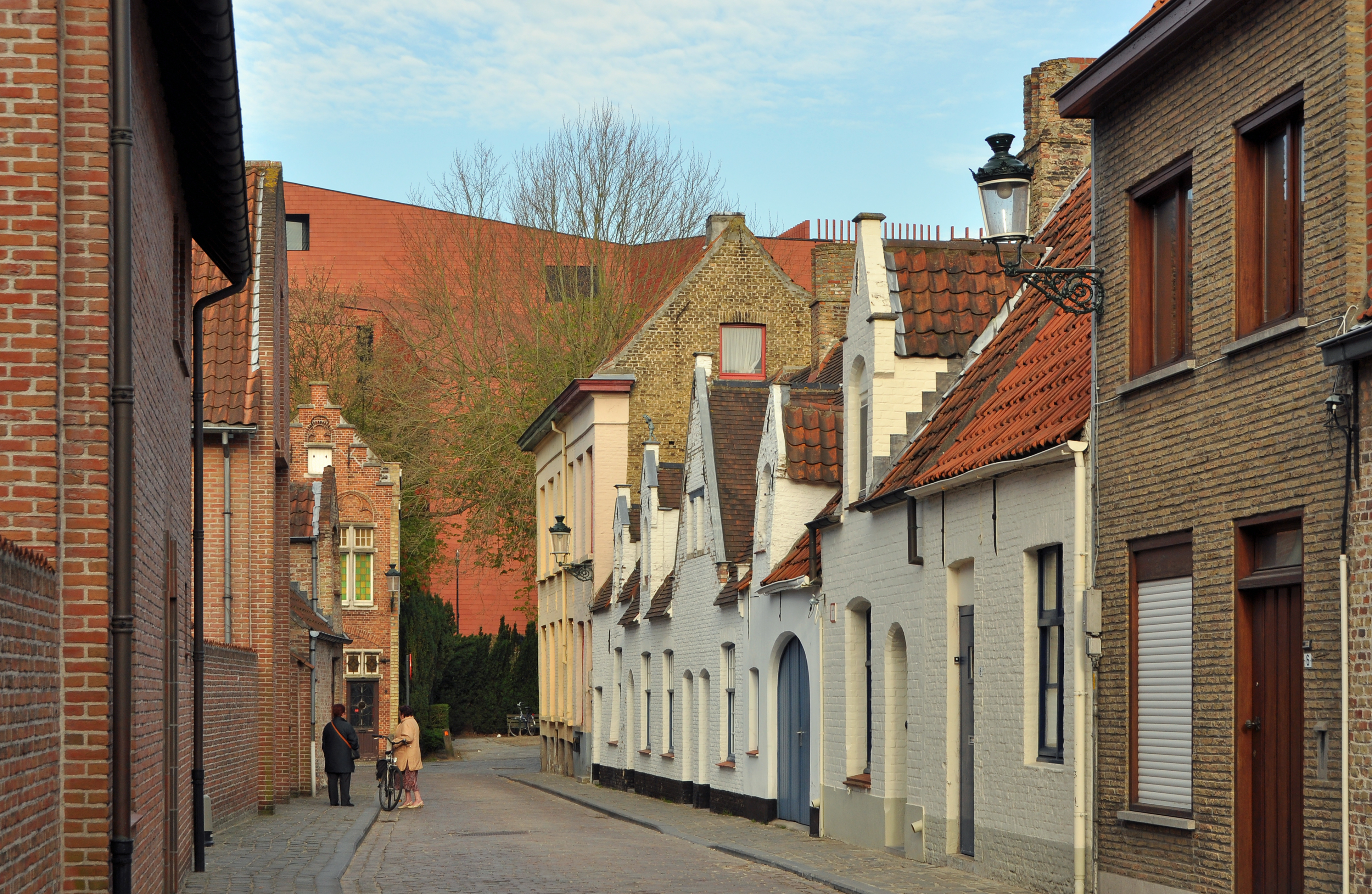
Sint-Jan in de Meers, gezien in de richting van de Westmeers

Sint-Jan in de Meers is een straat in Brugge.

## Beschrijving
Men sprak in de 16de eeuw van het Sint-Jansstraetkin en van het Sint-Janshuysstratkin.
Volgens Karel Verschelde had de straat haar naam te danken aan het huis gelegen op de noordoosthoek van de straat en dat Sint-Jan heette. Albert Schouteet was integendeel van oordeel dat de naam van de straat al bestond voor die van het huis en betrekking had op het naast gelegen Sint-Janshuis of Sint-Janshospitaal.
Om de relatief bescheiden straat te onderscheiden van de grotere Sint-Jansstraat had de volksmond het over de Sint-Jansstraat in de Meers of afgekort Sint-Jan in de Meers. In de 19de eeuw werd die naam officieel gemaakt.
De straat loopt van de Westmeers naar de Oostmeers.